# Hapalemur alaotrensis
Hapalemur alaotrensis là một loài động vật có vú trong họ Lemuridae, bộ Linh trưởng. Loài này được Rumpler mô tả năm 1975.

## Hình ảnh

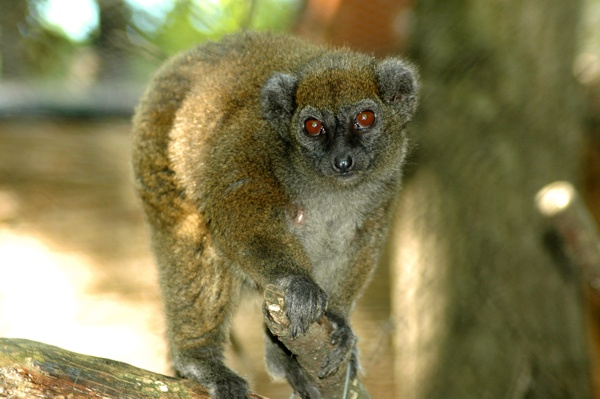
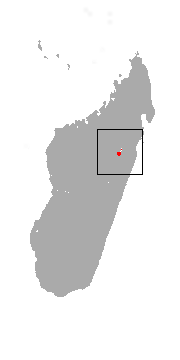